# 红皮木姜子
红皮木姜子（学名：Litsea pedunculata）为樟科木姜子属下的一个变种。